# Tournoi d'ouverture et de clôture

Carte des tournois d'ouverture et de clôture en Amérique du Sud en 2012. En vert, les pays avec des tournois d'ouverture et de clôture sur une seule année ; en orange, ceux sur deux années ; en bleu, ceux dont le les vainqueurs des tournois d’ouverture et de clôture s'affrontent lors d'une finale.

Les tournois d'ouverture et de clôture sont une innovation récente appliquées par plusieurs ligues de football d'Amérique latine, dont l'objectif est de suivre le calendrier européen (d'août à mai) en divisant leur championnat annuel en deux parties. Cela peut avoir pour conséquence de décerner deux titres de champion par année. 
Ce système est généralement connu dans les pays hispanophones sous les appellations Apertura et Clausura. En Argentine on utilise aussi les adjectif Inicial et Final, en Colombie Apertura et Finalización, au Costa Rica Invierno et Verano en français : « Hiver et été ». Dans les pays anglophones, les termes consacrés sont Opening et Closing (à Belize) ou encore Spring Championship et Fall Championship (aux États-Unis). Dans le seul pays francophone à avoir adopté ce système, Haïti, les termes utilisés sont Ouverture et Fermeture (et non clôture). 

## Tournois d'ouverture et de clôture par pays
| Pays               | Ligue                             | Champions                                 | Calendrier                                           | Saisons                               |
| ------------------ | --------------------------------- | ----------------------------------------- | ---------------------------------------------------- | ------------------------------------- |
| Argentine          | Primera División                  | Les deux (depuis 1991-1992)               | Européen (août-juin)                                 | 1990-1991 à 2011-2012                 |
| Belize             | Premier Football League           | Les deux (depuis 2012-2013)               | Européen (août-mai)                                  | depuis 2012-2013                      |
| Bolivie            | Liga de Fútbol Profesional        | Les deux (depuis 2003)                    | Européen (août-mai)                                  | depuis 1991                           |
| Chili              | Primera División                  | Les deux                                  | Européen (juillet-juin) Américain (janvier-décembre) | depuis 2013-2014 2002-2009, 2011-2012 |
| Colombie           | Primera A                         | Les deux                                  | Américain (février-décembre)                         | depuis 2002                           |
| Costa Rica         | Primera División                  | Les deux                                  | Européen                                             | depuis 2007-2008                      |
| Équateur           | Primera División                  | Les deux                                  | Américain                                            | 2005                                  |
| Salvador           | Primera División                  | Les deux                                  | Européen (août-juin)                                 | depuis 1998-1999                      |
| Guatemala          | Liga Nacional de Fútbol           | Les deux                                  | Européen                                             | depuis 1999-2000                      |
| Haïti              | Ligue Haïtienne                   | Les deux (depuis 2002, sauf en 2005-2006) | Américain (avril–novembre)                           | 2002, 2003, 2004-2005, et depuis 2007 |
| Honduras           | Liga Nacional de Fútbol           | Les deux (depuis 1997-1998)               | Européen (août-mai)                                  | depuis 1997-1998                      |
| Mexique            | Liga MX                           | Les deux                                  | Européen (juillet-mai)                               | depuis 1996-1997                      |
| Nicaragua          | Primera División                  | Un seul                                   | Européen                                             | ?                                     |
| Panama             | Liga de Fútbol                    | Les deux (depuis 2007)                    | Européen (juillet-mai)                               | depuis 2001                           |
| Paraguay           | Primera División                  | Les deux (depuis 2007)                    | Américain (février-Décembre)                         | depuis 1996                           |
| Pérou              | Primera División                  | Un seul                                   | Américain (février-novembre)                         | 1997–2008 et depuis 2014              |
| Uruguay            | Primera División                  | Un seul                                   | Européen (août-juin)                                 | depuis 1994                           |
| États-Unis/ Canada | North American Soccer League (D2) | Un seul                                   | Américain (avril-novembre)                           | depuis 2013                           |
| Venezuela          | Primera División                  | Un seul                                   | Européen (août-mai)                                  | depuis 1996-1997                      |